# Schienenaktivator

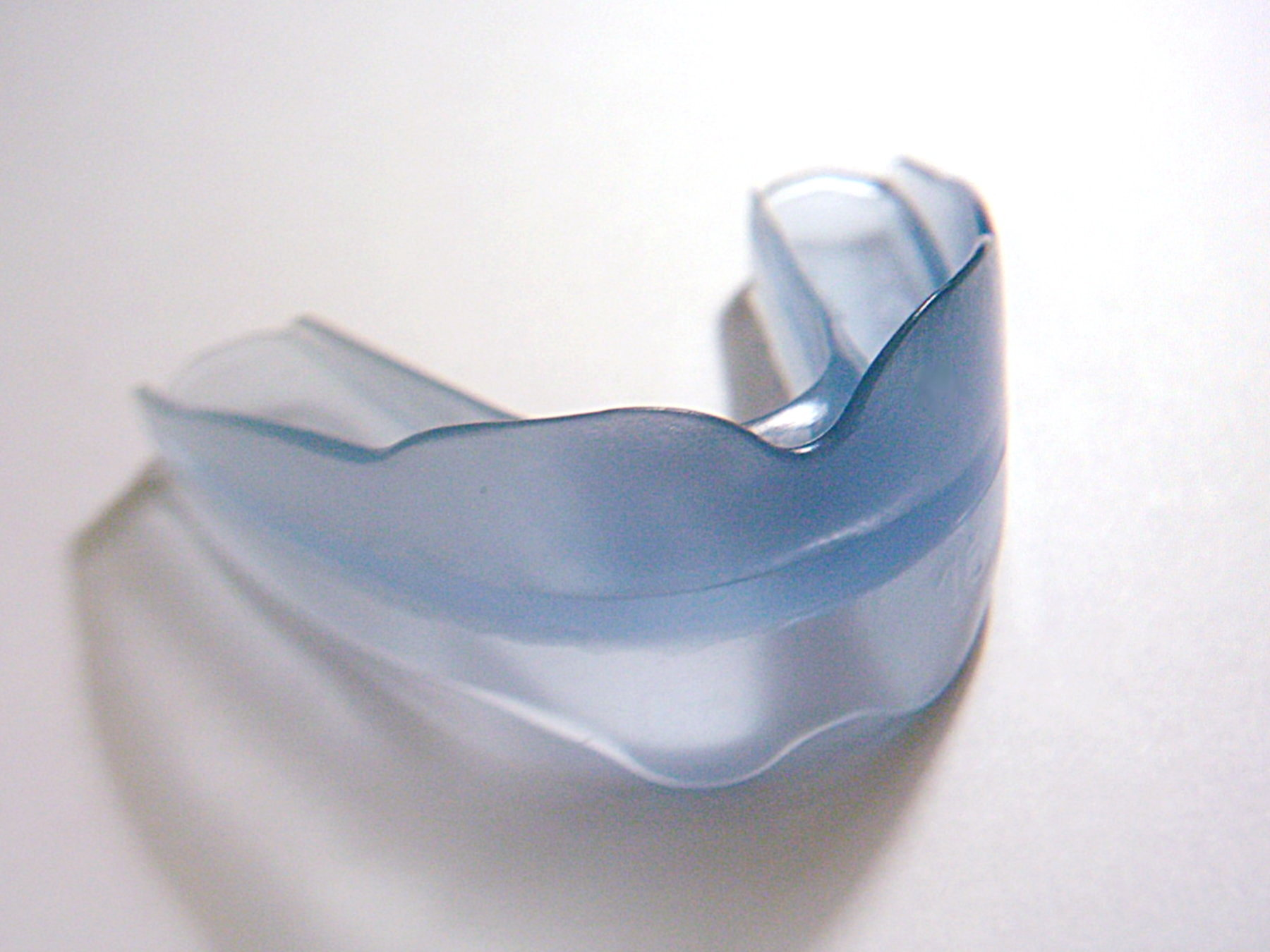
Schienenaktivator Marke K3F von vorne …

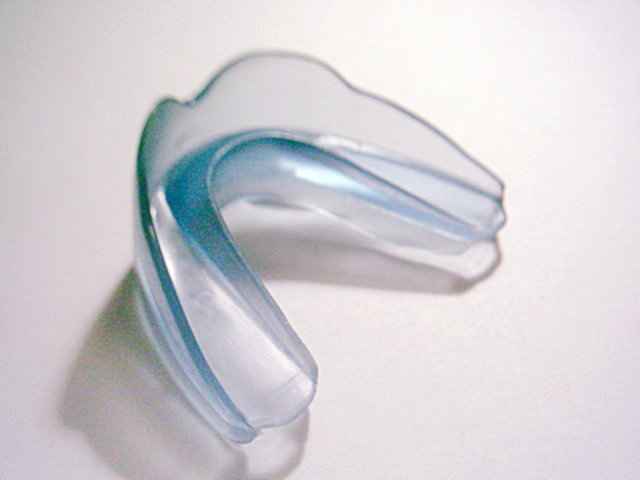
… und von hinten

Der Schienenaktivator nach Soulet-Besombes ist ein herausnehmbares kieferorthopädisches Gerät zur Korrektur von Zahn- und Kieferfehlstellungen. Es handelt sich dabei um einen stilisierten Aktivator (funktionskieferorthopädisches Gerät), der in verschiedenen Einheitsgrößen in Massenfertigung hergestellt wird. Andere Bezeichnungen sind u. a. Position Trainer und Kaukraft-Kiefer-Former (K3F).

## Aufbau und Funktionsweise
Das Gerät besteht aus flexiblem Material und ist aus einem Stück gefertigt. In der Mitte befindet sich eine zahnreihenförmig zugeschnittene Ebene, die von rampenförmigen Wänden umkleidet ist. Die Zahnreihen des Ober- und Unterkiefers beißen entsprechend in die Zwischenräume. Für die einzelnen Zähne sind jedoch normalerweise keine Fächer vorgesehen; eine Ausnahme ist hier die australische Weiterentwicklung Myobrace.
Das Gerät liegt passiv zwischen Ober- und Unterkiefer und übt von selbst keine Kraft auf die Zähne aus. Beißt der Patient zusammen, so stoßen die aus der Reihe stehenden Zähne an die rampenförmigen Wände und werden nach dem Prinzip der schiefen Ebene sowie durch die Verformung des Geräts mit der Zeit in die vorgesehene Stellung bewegt. Die dabei wirkende Kraft bestimmt der Patient selbst durch die Stärke seines Zusammenbeißens.
Während des Tragens wird der Unterkiefer zum Oberkiefer in Angle-Klasse-1-Position gestellt. Hierdurch soll erstens die Kiefermuskulatur sich an diese Haltung gewöhnen und zweitens der Patient das korrekte Schluckmuster erlernen. Die Zähne, die in dieser Position nicht die durch das Gerät vorgegebene Ebene erreichen, erhalten wie bei einer Aufbissplatte die Gelegenheit, herauszuwachsen.
Spezielle Modelle für die Behandlung von Rückbiss- oder Vorbisslagen unterscheiden sich von der Standardausführung hauptsächlich durch die Form des Zahnbogens und verstärkte oder verlängerte Wände.
Das Gerät ist nachts zu tragen sowie mindestens eine Stunde am Tag. Während dieser Stunde sollten Zubeißübungen durchgeführt werden. Das Gerät lässt das Sprechen nicht zu, demzufolge muss es, um das Gerät tragen zu können, möglich sein, durch die Nase zu atmen. In den ersten Tagen kann es nachts aus dem Mund fallen.
Das Tragen darf keine Druckstellen verursachen, da diese zu dauerhaften Gewebeschäden führen können. Gegebenenfalls ist daher im Gerät entsprechend Material abzutragen.

## Geschichte
Die französischen Kieferorthopäden Prof. René Soulet und Prof. André Besombes haben Anfang der 1950er Jahre ihren Patienten für die Dauer der Sommerferien die festsitzenden Zahnspangen ausgebaut und durch Retainer aus Kautschuk ersetzt, um bis zum Wiedereinsetzen der festsitzenden Apparatur die Behandlungsergebnisse zu stabilisieren. Zu ihrer Überraschung hatte sich die Zahn- und Kieferstellung nicht nur nicht verschlechtert, sondern sogar verbessert. Im Folgenden entwickelten sie die Konstruktion weiter und nannten sie Conformateur.

## Verbreitung
Der Schienenaktivator ist eher ein Exot unter den Behandlungsgeräten. In der letzten Zeit findet allerdings der Trainer for Kids (T4K) von der australischen Firma Myofunctional Research zunehmend Verbreitung in der Frühbehandlung. Einige wenige Behandler wenden den Schienenaktivator jedoch bei Patienten jedes Alters an.